# Тутаєво
Тута́єво (рос. Тутаево) — присілок у складі Юкаменського району Удмуртії, Росія.
Населення — 87 осіб (2010; 110 в 2002).
Національний склад (2002):
- удмурти — 62 %